# Rockenbach (Gutenstetten)
Rockenbach ist ein Gemeindeteil der Gemeinde Gutenstetten im Landkreis Neustadt an der Aisch-Bad Windsheim (Mittelfranken, Bayern). Die Gemarkung Reinhardshofen hat eine Fläche von 1,554 km². Sie ist in 214 Flurstücke aufgeteilt, die eine durchschnittliche Fläche von 7260,94 m² haben.

## Geographie
Das Dorf befindet sich in leichter Hanglage 0,5 km westlich des Engelsbaches, der ein linker Zufluss der Aisch ist. 0,75 km südlich des Ortes liegt das Waldgebiet Stängach, 0,75 km der Tiefweiherschlag. Eine Gemeindeverbindungsstraße führt nach Bergtheim zur Kreisstraße NEA 12 (0,6 km östlich) bzw. zu einer Gemeindeverbindungsstraße (0,9 km westlich), die nach Haag (1,8 km südlich) bzw. zur Kreisstraße NEA 14 bei Neuebersbach führt (1,3 km nordwestlich).

## Geschichte
Der Ort wurde in einer Notiz im Lehenbuch des Hochstifts Würzburg, das zwischen 1307 und 1308 entstand, als „Reckenbach“ erstmals urkundlich erwähnt. Im Harrasischen Vertrag von 1496 erfährt man, dass Rockenbach eine Wegzollstätte an einer Nebenstraße hatte. Das Schloss wurde 1443 erstmals erwähnt. Damals gehörte es den Herren Stein zum Altenstein. In der Folgezeit gelangte es an die Herren von Grumbach, von Petsch, von Lauter und von Castell. 1730 erwarb es Friedrich Carl von Seckendorff und ließ das baufällige Anwesen ab 1743 sanieren und um den Ostflügel erweitern. Dem jeweiligen Schlossherren unterstand auch der Ort. Daneben unterstanden einige Anwesen dem Kloster Münchaurach.
Gegen Ende des 18. Jahrhunderts gab es in Rockenbach 23 Anwesen. Das Hochgericht übte teils das brandenburg-bayreuthische Kasten- und Jurisdiktionsamt Dachsbach, teils das Stadtvogteiamt Neustadt an der Aisch aus. Die Dorf- und Gemeindeherrschaft hatte das Rittergut Rockenbach. Grundherren waren das Rittergut Rockenbach (Schloss, 13 Güter, 1 Schmiede, 6 Tropfhäuslein, Gemeindehirtenhaus) und die Frühmesse Reinhardshofen (1 Gut).  Das Rittergut Rockenbach hatte außerdem bei über 25 Anwesen in Schornweisach grundherrliche Ansprüche.
Von 1797 bis 1810 unterstand der Ort dem Justizamt Dachsbach und Kammeramt Neustadt. 1810 kam Rockenbach an das Königreich Bayern. Im Rahmen des Gemeindeedikts wurde Rockenbach dem 1811 gebildeten Steuerdistrikt Rauschenberg und der 1813 gebildeten Ruralgemeinde Rauschenberg zugewiesen. Mit dem Zweiten Gemeindeedikt (1818) entstand die Ruralgemeinde Rockenbach. Sie war in Verwaltung und Gerichtsbarkeit dem Landgericht Neustadt an der Aisch zugeordnet und in der Finanzverwaltung dem Rentamt Neustadt an der Aisch (1919 in Finanzamt Neustadt an der Aisch umbenannt, seit 1972 Finanzamt Uffenheim). In der freiwilligen Gerichtsbarkeit und Ortspolizei unterstanden alle Anwesen jedoch bis 1848 dem Patrimonialgericht Rockenbach. Ab 1862 gehörte Rockenbach zum Bezirksamt Neustadt an der Aisch (1939 in Landkreis Neustadt an der Aisch umbenannt). Die Gerichtsbarkeit blieb beim Landgericht Neustadt an der Aisch (1879 in das Amtsgericht Neustadt an der Aisch umgewandelt). Die Gemeinde hatte 1964 eine Gebietsfläche von 1,604 km².
Im Jahr 1867 wurde das Rittergut zerschlagen. Seitdem ging das Rockenbacher Schloss in den Besitz der Rockenbacher Untertanen über. 1943 erwarb der Kölner Münzhändler und Goldschmied Heinrich Pilartz das baufällige Schloss, sanierte es und richtete seine Werkstatt dort ein. Seit 1968 ist das Schloss in Besitz des Verbandes Christlicher Pfadfinder – Landesverband Bayern und wird als Jugendübernachtungshaus und – bildungsstätte „Landschlösschen Rockenbach“ genutzt.
Am 1. Januar 1972 wurde Rockenbach im Zuge der Gebietsreform in Bayern nach Gutenstetten eingemeindet.

### Baudenkmal
- Schlossgasse 2: ehemaliges Schloss Rockenbach[16]

### Einwohnerentwicklung
| Jahr      | 1818   | 1840   | 1852   | 1855   | 1861   | 1867   | 1871   | 1875   | 1880   | 1885   | 1890   | 1895   | 1900   | 1905   | 1910   | 1919   | 1925   | 1933   | 1939   | 1946   | 1950   | 1952   | 1961   | 1970   | 1987  |
| Einwohner | 119    | 180    | 180    | 175    | 181    | 215    | 181    | 180    | 144    | 156    | 130    | 143    | 145    | 155    | 144    | 139    | 125    | 118    | 116    | 175    | 146    | 149    | 108    | 111    | 99    |
| Häuser    | 27     | 22     |        |        |        |        | 29     |        |        | 30     | 29     |        | 30     |        |        |        | 27     |        |        |        | 26     |        | 26     |        | 27    |
| Quelle    | [ 18 ] | [ 19 ] | [ 20 ] | [ 20 ] | [ 21 ] | [ 22 ] | [ 23 ] | [ 24 ] | [ 25 ] | [ 26 ] | [ 27 ] | [ 20 ] | [ 28 ] | [ 20 ] | [ 29 ] | [ 20 ] | [ 30 ] | [ 20 ] | [ 20 ] | [ 20 ] | [ 31 ] | [ 20 ] | [ 13 ] | [ 32 ] | [ 2 ] |

## Religion
Der Ort ist seit der Reformation evangelisch-lutherisch geprägt und bis heute nach St. Johannes Baptist und Laurentius gepfarrt.